# Rajania angustifolia
Rajania angustifolia là một loài thực vật có hoa trong họ Dioscoreaceae. Loài này được Sw. miêu tả khoa học đầu tiên năm 1788.